# Radicelle
 (décembre 2020).
Si vous disposez d'ouvrages ou d'articles de référence ou si vous connaissez des sites web de qualité traitant du thème abordé ici, merci de compléter l'article en donnant les références utiles à sa vérifiabilité et en les liant à la section « Notes et références ».
Ne doit pas être confondu avec Poil racinaire.

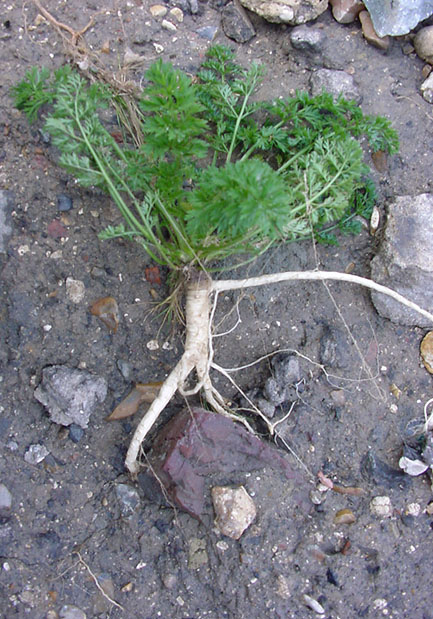
Radicelles d'une carotte sauvage.

Une radicelle de plante est une racine très fine,. Les radicelles assurent une grande partie de l'absorption des sels minéraux et de l'eau, apportant la matière première à la plante par la production de sève brute.
Ces radicelles peuvent être concentrées superficiellement, auquel cas la plante craindra la sécheresse. Pour les concentrer en profondeur, un arrosage long et en profondeur est conseillé.
La jonction entre le système aérien (floral + foliaire) et le système souterrain se nomme le collet. Il est au ras du sol et est suivi des racines d’ancrage (racines primaires) qui maintiennent le végétal au sol. Ensuite, des radicelles (racines secondaires) déploient un système chevelu fait de racines tertiaires et quaternaires. Celles-ci contiennent des milliers de poils absorbants dotés de coiffes à leurs extrémités. Ceux-ci sont des cellules spécialisées.
Beaucoup de plantes possèdent des tubercules, c’est-à-dire des réservoirs de matière organique.
L'apex (végétal) racinaire est l’extrémité de la racine où se déroule la majeure partie de sa croissance.